# Dongping
För andra betydelser, se Dongping (olika betydelser).
Dongping är ett härad i Shandong-provinsen i östra Kina.
Orten är bland annat känd för 2000 år gamla fresker från Handynastin som grävdes fram när ett varuhus skulle byggas 2007.
De kända kommunistiska politikerna Wan Li och Zhang Qingli kommer från Dongping.